# EA Tiburon
EA Tiburon je Electronic Artsov proizvođač videoigara u Maitlandu, Florida; sjeverno predgrađe Orlanda, Florida. Tvrtka je prije bila znana kao Tiburon Entertainment, prije otkupljenja Electronic Artsa (EA), 1998. godine. Podružnica je najpoznatija po serijalu Madden NFL. Pored običnih naslova videoigara proizvedenih od EA Tiburona, poput Maddena, NCAA Footballa, NFL Streeta, NASCAR-a i NFL Head Coacha, krajem 2006., EA Tiburon je izdao igru Superman Returns, koja se temelji na filmu s istim imenom. EA Tiburon je preuzeo Tiger Woods PGA Tour serijal od izdanja iz 2008.godine.

## Poznate videoigre
- EA SPORTS Fantasy Football
- NFL Head Coach serijal (2004.–danas)
- Madden NFL serijal (1994.–danas)
- NCAA Football serijal (1998.–danas)
- NASCAR serijal (2005. – 2008.)
- Tiger Woods PGA Tour (2007.–danas)
- EA Sports GameShow (2008.)
- NFL Street serijal (2004. – 2006.)
- NFL Tour
- NASCAR Thunder serijal (2002. – 2004.)
- NASCAR SimRacing
- Nuclear Strike
- MechWarrior 3050
- Arena Football serijal (2006. – 2007.)
- Superman Returns
- Superman Returns: Fortress of Solitude
- GoldenEye: Rogue Agent (samo DS verzija)
- Henry Hatsworth in the Puzzling Adventure

## Vanjske poveznice
- Službena stranica
- Službena stranica EA SPORTS GameShowa